# Pont amont
Il Pont amont (letteralmente: Ponte a monte) è il primo dei ponti di Parigi che attraversano il corso della Senna all'interno del territorio comunale. Destinato esclusivamente al traffico veicolare del Boulevard périphérique, si trova a sud-est della città, a pochi metri dal confine amministrativo con i comuni di Ivry-sur-Seine e di Charenton-le-Pont e collega il quartiere de la Gare nel  XIII arrondissement con il quartiere di Bercy nel XII arrondissement, in prossimità dello svincolo autostradale della porta di Bercy.

## Storia
I lavori di costruzione sono iniziati nel 1967 su progetto elaborato dagli architetti A.Long-Depaquit, Rousselin, J.-L.Dambre e Herzog. Inaugurato dopo due anni di lavori, non ha mai ricevuto un nome ufficiale. L'attuale denominazione, Pont amont, è del tutto informale, stabilita dall'uso e riconducibile alla sua posizione lungo il corso della Senna.

## Descrizione della struttura

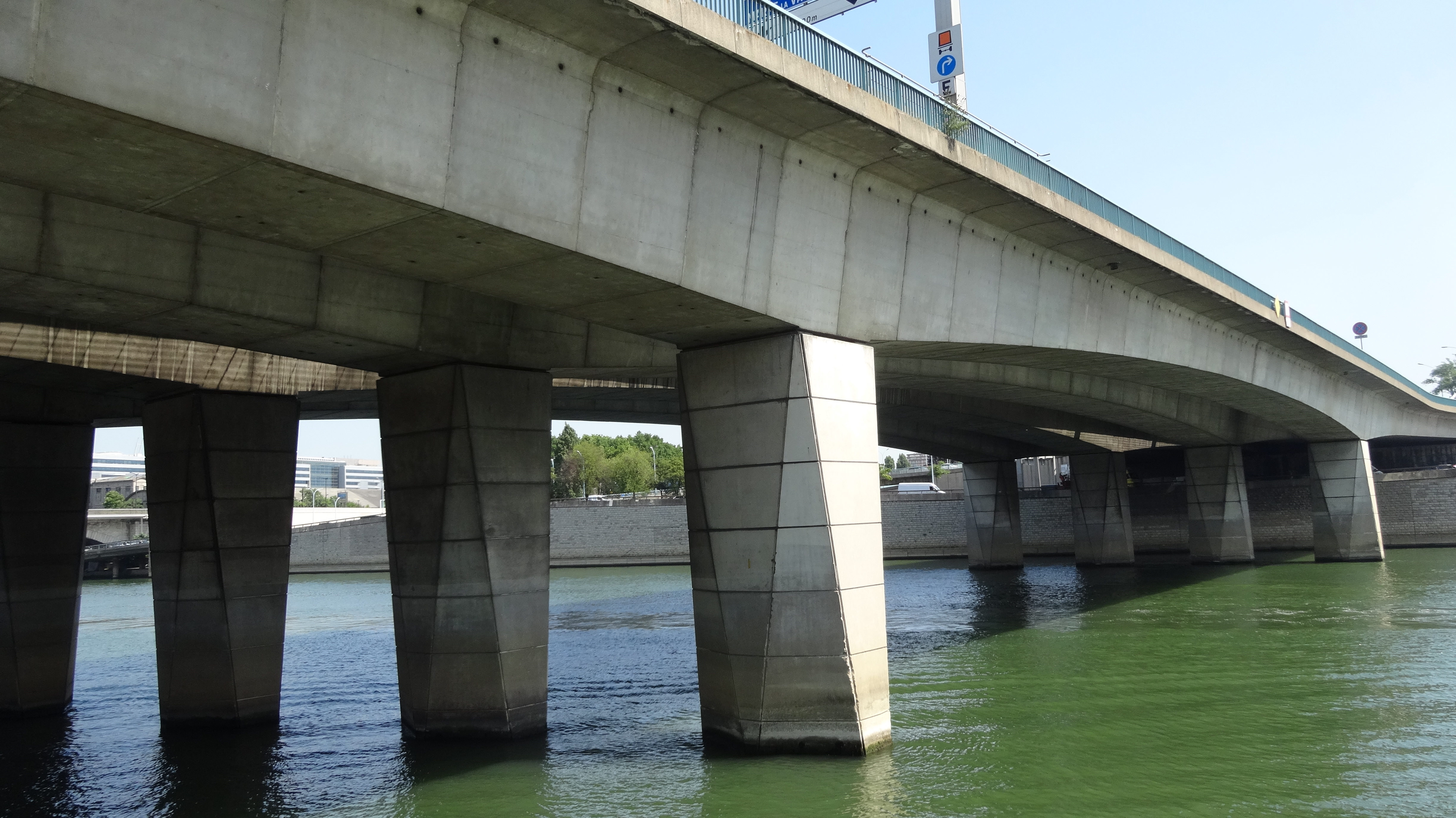
Vista della struttura del ponte dalla banchina Marcel-Boyer a Ivry-sur-Seine

Con una lunghezza totale di 270 m,  è il secondo ponte più lungo dei 37 ponti della città che attraversano la Senna, dopo il suo omologo a valle il Pont aval. La struttura è in realtà costituita da due ponti affiancati e meccanicamente indipendenti, ciascuno dei quali sostiene una carreggiata larga 15,70 m per ciascun senso di percorrenza. Le quattro campate del ponte, di lunghezza compresa fra 56,5 m e 90 m, sono realizzate in calcestruzzo armato precompresso mentre i piloni di sostegno sono in calcestruzzo armato. La larghezza utile è di 42 m.

## Il ponte e il périphérique
Essendo parte del Boulevard périphérique, il traffico pedonale e ciclistico sul ponte è vietato. La carreggiata dal lato del Pont National è parte dell'anello interno del boulevard, il cosiddetto périphérique intérieur, l'altra carreggiata fa parte del périphérique extérieur. Sul terrapieno al centro dei due giunti di dilatazione del ponte che si trovano sulla sponda del quartiere di Bercy, sulla riva destra della Senna, è convenzionalmente stabilito il punto chilometrico zero del Boulevard périphérique, chiamato, secondo il lessico usato in questo ambito, con l'acronimo PK 0. La posizione esatta del punto chilometrico zero è identificata da specifica cartellonistica che indica inoltre, per tutta l'estensione del périphérique, la percorrenza chilometrica percorsa rispetto al PK 0. La percorrenza chilometrica aumenta secondo il senso di circolazione orario.

Il punto chilometrico zero del Boulevard périphérique, non deve essere confuso con l'omonimo della rete stradale francese che si trova sul sagrato della cattedrale di Notre Dame, identificato da una piastra di bronzo incassata nel terreno. Da quella posizione sono misurate tutte le distanze della rete stradale della Francia.